# Guerres du Bafut
Guerres du Bafut
Les guerres du Bafut sont une série de guerres qui se sont déroulées au début du 20e siècle entre les troupes du Fon de Bafut et les troupes des fondoms (chefferies) voisins et les troupes coloniales de l'Empire allemand. Ces guerres ont abouti à la défaite du Fon de Bafut qui a été contraint à l'exil. Elles ont fait du Fondom de Bafut une partie du protectorat allemand du Cameroun.

## Histoire

### Chronologie
1889 : L'explorateur allemand Eugen Zintgraff visite la ville de Bafut après avoir visité Bali Nyonga, un fondom voisin et rival de Bafut. Les manquements aux coutumes par Eugen Zintgraff à l'égard des Fon de Bafut Abumbi Ier ont été considérés comme des actes délibérément hostiles initiés par les Fon de Bali Nyonga.
1891 : Les forces allemandes de Bali Nyonga attaquent Mankon - un allié de Bafut. L'attaque était menée en représailles à la mort de deux des messagers d'Eugen Zintgraff envoyés à Bafut pour exiger de l'ivoire. La ville de Mankon est incendiée par la force le 31 janvier 1891. Les guerriers de Bafut et Mankon attaquent les Allemands lors de leur voyage de retour et leur infligent de lourdes pertes : c'est la bataille de Mankon.
1901 - 1907 : La Schutztruppe allemande, commandée par le lieutenant Pavel et le capitaine Glauning, attaque Bafut à plusieurs reprises en 1901, 1904-1905 et 1907,. Cela entraîne l'exil du Fon de Bafut Abumbi Ier à Douala pendant un an. Il est réinstallé sous la domination allemande, aucun dirigeant par procuration approprié n'étant trouvé.
Le quartier général militaire d'Abumbi Ier durant les guerres de Bafut à Mankaha à Bafut abrite un mémorial de guerre au peuple Bafut. La maison d'hôtes (qui était la résidence des Fon construite par les Allemands) de l'actuel palais des Fon abrite un musée. Le musée abrite une section spéciale sur la bataille de Mankon, avec les crânes de quatre soldats allemands morts, leurs armes et leurs munitions.

## Commentaire
Prof. Benny Ambrose Akonteh, Ph.D., note ce qui suit :

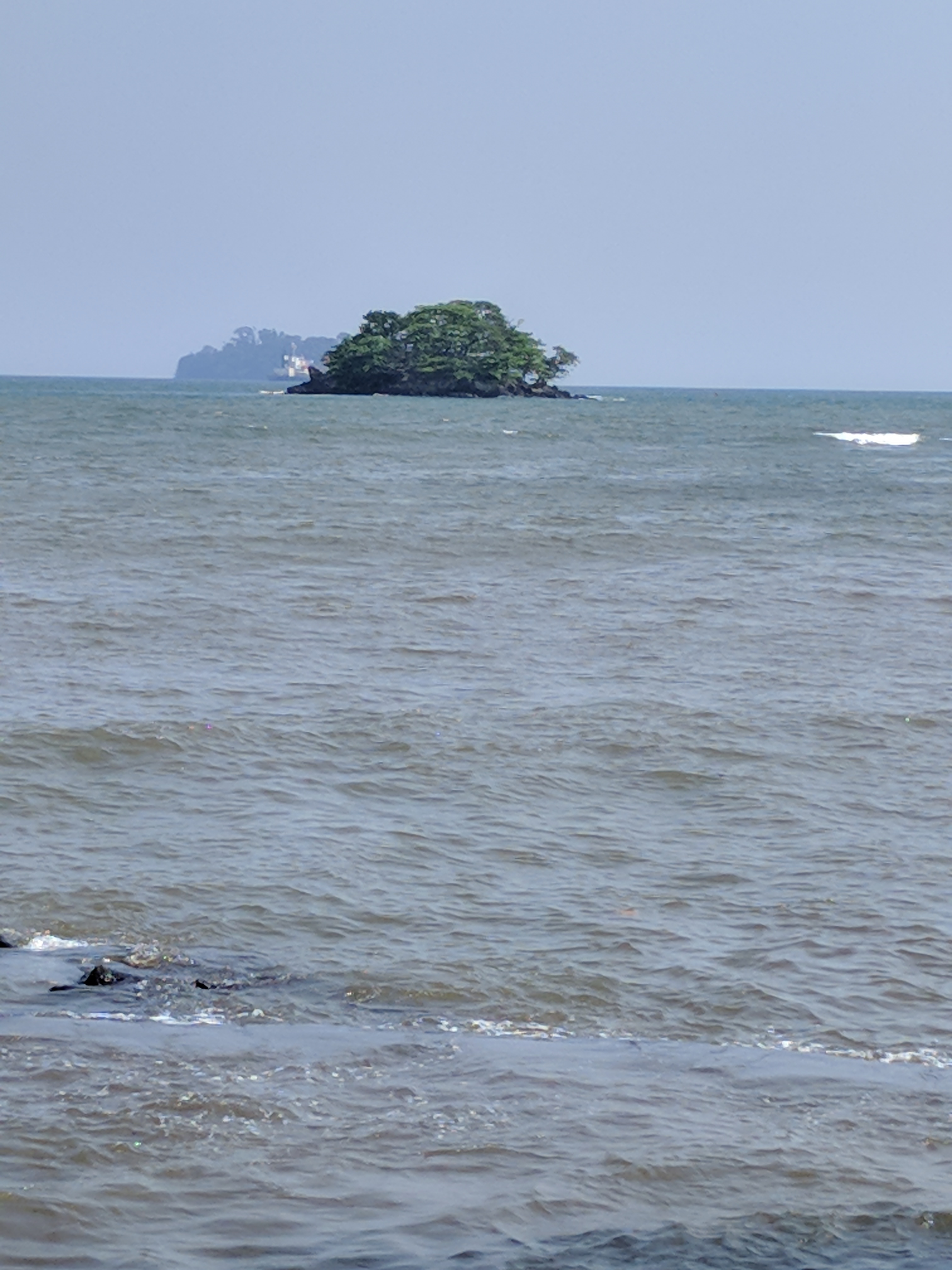
Île Bota

 "Il est important de reconnaître que, peut-être dès le 19e siècle, le Bafut était un empire expansionniste qui a envahi et soumis à sa domination les royaumes voisins tels que Babanki Tungo, Big Babanki, Bambili, Bafreng, Bambui et les Mbunti (Basse Mezam). De nombreux royaumes plus faibles se sont volontairement soumis au Bafut, un exemple clair étant les Baforchu et les Mbakong qui ont cherché refuge au Bafut pendant les guerres tribales. La seule exception à cette règle est le peuple Bawum qui est venu pour la première fois dans ce qui est actuellement appelé Bafut, indépendamment d'Alanteh (Mendakwe moderne) et siège de l'ancien gouvernement provincial. La légende des dirigeants Bafut tels que Raphael Chimeba Akonteh indique, qu'avant sa défaite finale par les Allemands, l'Empire Bafut avait battu les Allemands plusieurs fois au cours de guerres qui ont duré plus de sept ans. Il est également important de noter que le Fon a été exilé sur l'une des îles côtières du Cameroun, très probablement l'île de Fernando Po. Certains disent qu'il s'agissait de l'île de Bota, mais ma grand-mère, Paulina Lumniba, qui a accompagné les Fon en exil, raconte les épreuves qu'ils ont subies à Fernando Po et leur conversion au christianisme avec clarté et prouve son point de vue avec la production de manioc desséché ("garri"), un aliment apparemment stable de l'île de Fernando Po. Elle a peut-être raison quant à l'endroit où ils étaient en exil. La chronologie des guerres semble accréditer l'idée d'une guerre de sept ans avec les Allemands. Cela se reflète également dans la fierté et le comportement arrogant des descendants de Bafut. En outre, cela se reflète encore plus dans les titres portés par les Fons de Bafut. Abumbi signifie "Conquérant du monde", un titre que le Fon a pris après avoir soumis la plupart des royaumes voisins à son autorité par la guerre. "Achirimbi" signifie "Protecteur du monde", un titre assumé une fois la conquête terminée, et la plupart des petits royaumes ont cherché refuge par le biais d'alliances avec les règnes du Fon de Bafut. Le titre de "Fon" est impropre, car les nombreuses conquêtes ont consacré les souverains de Bafut comme les "Empereurs" de vastes régions de ce qui est aujourd'hui la province du Nord-Ouest du Cameroun."